# Citharinus gibbosus
Citharinus gibbosus es una especie de peces de la familia Citharinidae en el orden de los Characiformes.

## Morfología
Los machos pueden llegar alcanzar los 61 cm de longitud total y 4.400 g de peso.

## Hábitat
Vive en zonas de clima tropical.

## Distribución geográfica
Se encuentran en África:  cuenca del río Congo (incluyendo el lago Tanganyika ).